# Murad Məmmədov
Murad Mammadov (Sumqayıt, 12 agosto 1995) è un lottatore azero, specializzato nella lotta greco-romana, vince-campione iridato a Belgrado 2023 e campione continentale a Bucarest 2024 nei -63 kg..

## Biografia

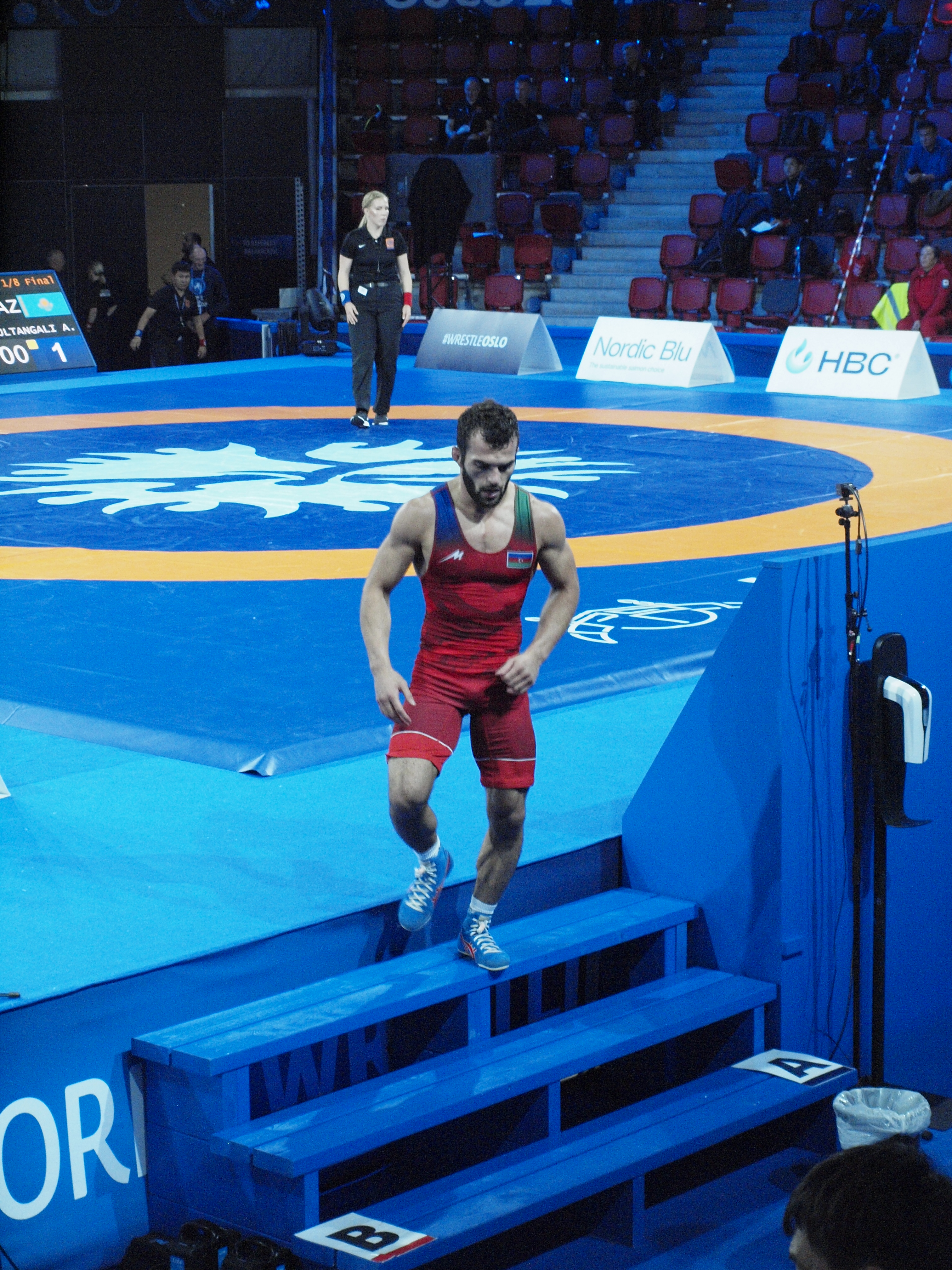
Murad Məmmədov a mondiali di Oslo 2021.

Ha rappresentato l'Azerbaijan ai campionati europei di Kaspijsk 2018 si è aggiudicato la medaglia d'argento nel torneo dei 60 kg, perdendo in finale contro il russo Sergej Emelin.
Ai mondiali di Oslo 2021 è stato estromesso dal tabellone principale del torneo dei 60 kg dal kirghiso Zholaman Sharshenbekov in semifinale, dopo aver eliminato l'ungherese Krisztián Kecskeméti ai sedicesimi, il kazako Aidos Sultangali agli ottavi e il giapponese Ayata Suzuki. Ha infine battuto il bielorusso Maksim Kazharski nella finale per il gradino più basso del podio.
Ai mondiali di Belgrado 2023 ha vinto la medaglia d'argento nei -63, perdendo la finale contro il georgiano Leri Abuladze. L'anno successivo si è laureato campione continentale nella stessa categoria agli europei di Bucarest 2024, battendo l'ucranio Oleksandr Hrušyn nell'incontro decisivo per il titolo.
Ha rappresentato l'Azerbaigian ai Giochi olimpici estivi di Parigi 2024, dove ha riportato l'eliminazione agli ottavi del torneo dei 60 kg, determinata dalla sconfitta ai punti subita dal venezuelano Raiber Rodríguez.

## Palmarès

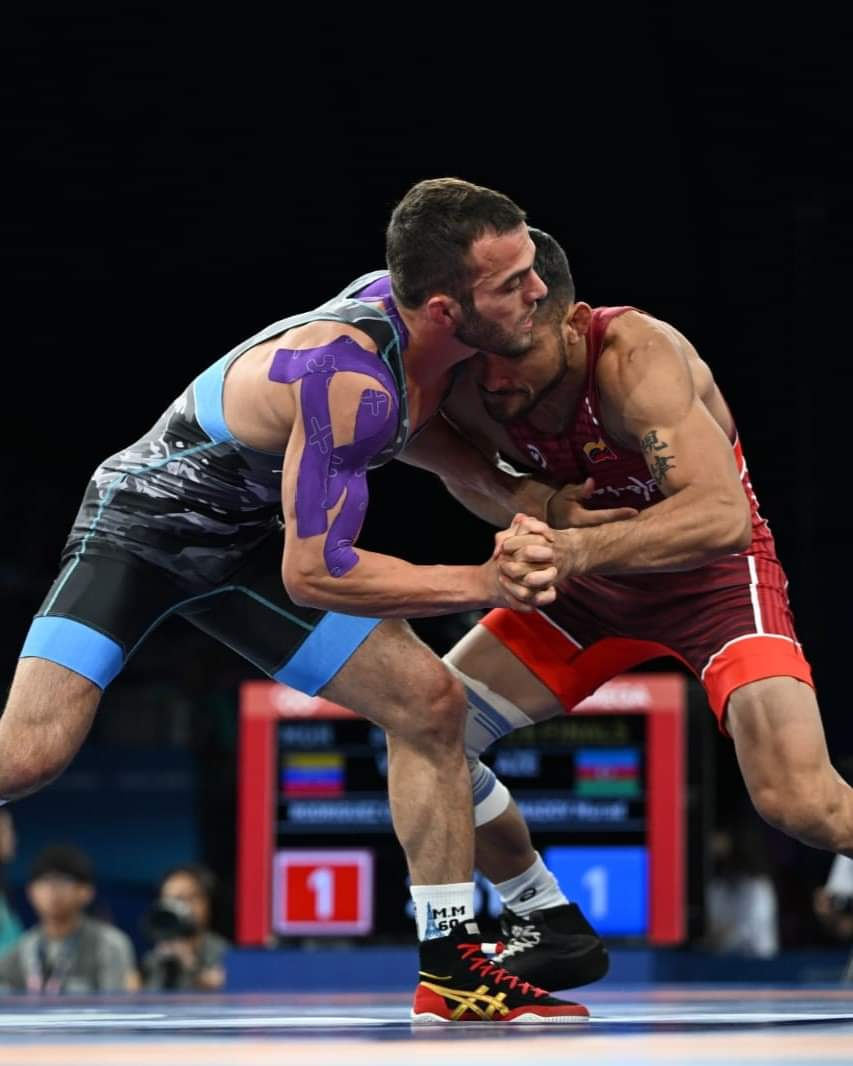
Murad Məmmədov lotta contro Raiber Rodríguez ai Giochi olimpici di.

| Anno | Manifestazione                    | Sede        | Evento   | Risultato | Note |
| ---- | --------------------------------- | ----------- | -------- | --------- | ---- |
| 2010 | Europei cadetti                   | Sarajevo    | GR 46 kg | Oro       |      |
| 2011 | Europei cadetti                   | Varsavia    | GR 54 kg | Oro       |      |
| 2011 | Mondiali cadetti                  | Szombathely | GR 54 kg | 5º        |      |
| 2012 | Europei cadetti                   | Katowice    | GR 58 kg | Argento   |      |
| 2012 | Mondiali cadetti                  | Baku        | GR 58 kg | Oro       |      |
| 2014 | Europei junior                    | Katowice    | GR 55 kg | Oro       |      |
| 2014 | Mondiali junior                   | Zagabria    | GR 55 kg | Oro       |      |
| 2015 | Europei junior                    | Istanbul    | GR 55 kg | Argento   |      |
| 2015 | Mondiali junior                   | Salvador    | GR 55 kg | Oro       |      |
| 2016 | Europei U23                       | Ruse        | GR 59 kg | Argento   |      |
| 2016 | Europei cadetti                   | Stoccolma   | LL 58 kg | 23º       |      |
| 2016 | Mondiali militari                 | Skopje      | GR 59 kg | Bronzo    |      |
| 2017 | Europei U23                       | Szombathely | GR 59 kg | Oro       |      |
| 2017 | Giochi della solidarietà islamica | Baku        | GR 59 kg | Bronzo    |      |
| 2017 | Mondiali militari                 | Klaipėda    | GR 59 kg | Bronzo    |      |
| 2018 | Europei                           | Kaspijsk    | GR 60 kg | Argento   |      |
| 2018 | Mondiali militari                 | Mosca       | GR 60 kg | Argento   |      |
| 2018 | Europei U23                       | Istanbul    | GR 60 kg | Bronzo    |      |
| 2018 | Mondiali                          | Budapest    | GR 60 kg | 25º       |      |
| 2018 | Mondiali U23                      | Bucarest    | GR 60 kg | Argento   |      |
| 2019 | Europei                           | Bucarest    | GR 60 kg | 8º        |      |
| 2021 | Mondiali                          | Oslo        | GR 60 kg | Bronzo    |      |
| 2022 | Europei                           | Budapest    | GR 60 kg | Bronzo    |      |
| 2022 | Giochi della solidarietà islamica | Konya       | GR 60 kg | Argento   |      |
| 2022 | Mondiali                          | Belgrado    | GR 60 kg | 5º        |      |
| 2023 | Mondiali                          | Belgrado    | GR 63 kg | Argento   |      |
| 2024 | Europei                           | Bucarest    | GR 63 kg | Oro       |      |
| 2024 | Giochi olimpici                   | Parigi      | GR 60 kg | 13º       |      |

## Altre competizioni internazionali
2015
- 10º nella Greco-romana 59 kg al Vehbi Emre & Hamit Kaplan Tournamen ( Istanbul)
- Argento nella Greco-romana 59 kg al Alrosa Cup ( Mosca)
- 15º nella Greco-romana 59 kg al Golden Grand Prix ( Baku)

2016
- 8º nella Greco-romana 59 kg al Golden Grand Prix ( Baku)

2017
- Bronzo nella Greco-romana 59 kg al RS - Vehbi Emre & Hamit Kaplan Tournamen ( Istanbul)

2018
- Oro nella Greco-romana 60 kg al Torneo Internazionale Ucraino ( Kiev)
- 10º nella Greco-romana 63 kg al RS - Vehbi Emre & Hamit Kaplan Tournamen ( Istanbul)
- Oro nella Greco-romana 60 kg Oleg Karavaev Memorial ( New York)

2019
- Oro nella Greco-romana 60 kg al Vehbi Emre & Hamit Kaplan Tournament ( Istanbul)
- 15º nella Greco-romana 60 kg al RS - Grand Prix of Hungary ( Gyoer)

2021
- Argento nella Greco-romana 60 kg al Grand Prix de France Henri Deglane ( Nizza)
- 5º nella Greco-romana 60 kg nel Torneo europeo di qualificazione olimpica ( Budapest)
- 6º nella Greco-romana 60 kg nel Torneo mondiale di qualificazione olimpica ( Sofia)